# Одноклеточные организмы

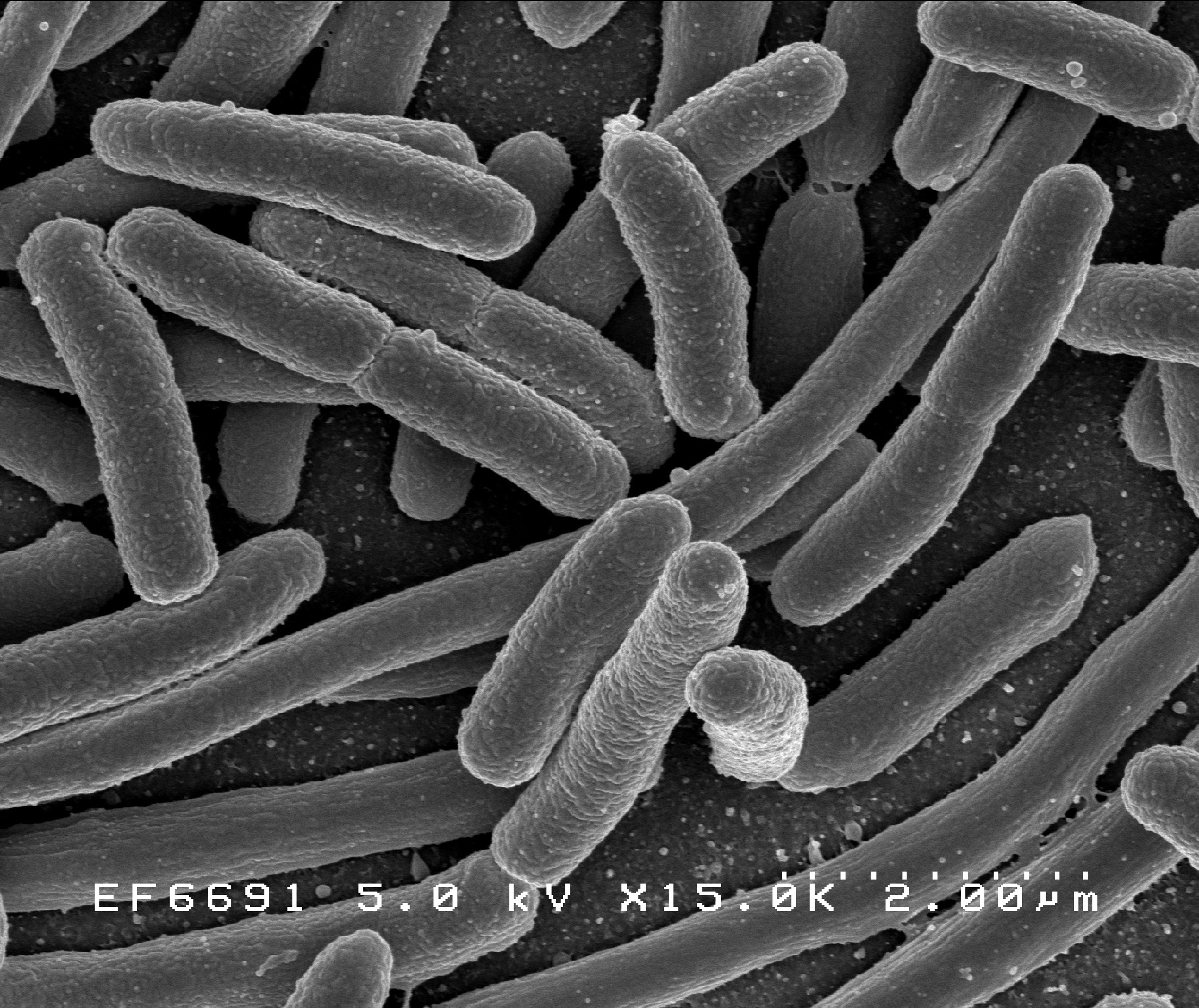
Бактерии (кишечная палочка) под микроскопом

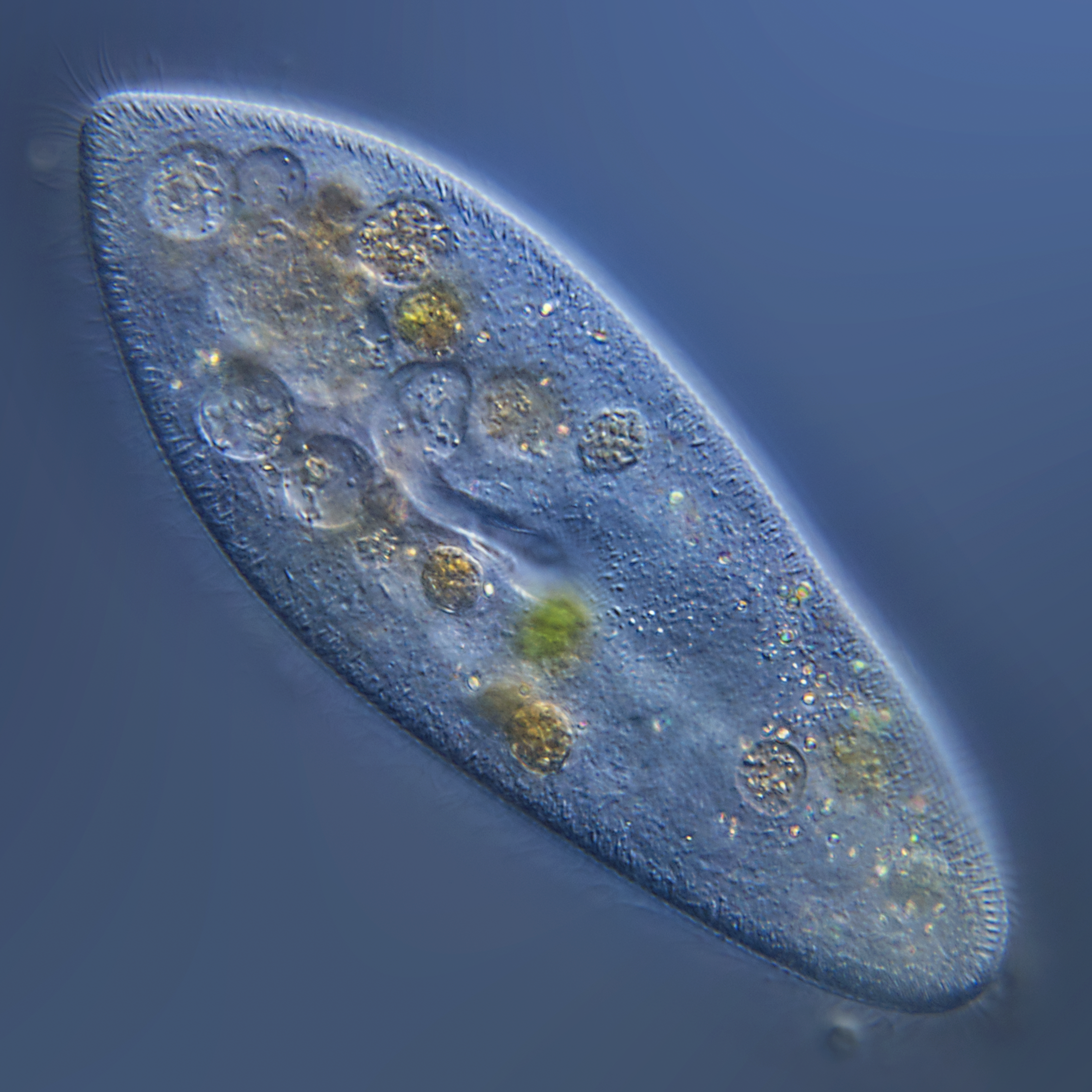
Простейшее (инфузория-туфелька) под микроскопом

Однокле́точные органи́змы — живые организмы, тело которых состоит из одной клетки (в противоположность многоклеточным). Одноклеточные организмы не связаны близким родством. Среди них есть и прокариоты, и эукариоты. К одноклеточным относятся все археи, бактерии и большая часть протист, а также некоторые растения и грибы. Иногда термин «одноклеточные» ошибочно используется как синоним протист (лат. Protista).
Одноклеточные организмы различаются по форме и размерам, которые варьируют от 0,3 мкм (некоторые бактерии, например, микоплазмы) до 20 см (некоторые ксенофиофоры, например, Syringammina fragilissima). Большинство одноклеточных организмов невидимы для глаза человека, и чтобы их рассмотреть, требуется микроскоп но некоторых можно рассмотреть в лупу. Одноклеточные могут формировать колонии.
Одноклеточные организмы были открыты Антони ван Левенгуком в 1673 году.

## Появление и эволюция
Считается, что одноклеточными были первые живые организмы Земли. Наиболее древними из них считаются бактерии и археи.

## Прокариоты
Прокариоты преимущественно одноклеточны, за исключением некоторых цианобактерий и актиномицетов.

## Эукариоты
Эукарио́ты, или Я́дерные (лат. Eucaryota) — домен (надцарство) живых организмов, клетки которых содержат ядра. Среди эукариот одноклеточное строение имеют простейшие, ряд грибов, некоторые водоросли.
Животные, растения, грибы, а также группы организмов под общим названием протисты — все являются эукариотическими организмами. Они могут быть одноклеточными и многоклеточными, но все имеют общий план строения клеток. Считается, что все эти столь несхожие организмы имеют общее происхождение, поэтому группа ядерных рассматривается как монофилетический таксон наивысшего ранга. Согласно наиболее распространённым гипотезам, эукариоты появились 1,5—2 млрд лет назад. Важную роль в эволюции эукариот сыграл симбиогенез — симбиоз между эукариотической клеткой, видимо, уже имевшей ядро и способной к фагоцитозу, и проглоченными этой клеткой бактериями — предшественниками митохондрий и пластид.